# کابیک (قرقیزستان)
کابیک (به لاتین: Kabyk) یک منطقهٔ مسکونی در قرقیزستان است که در شهرستان چنگ‌آلای واقع شده‌است. کابیک ۲٬۸۲۶ متر بالاتر از سطح دریا واقع شده‌است.